# Qibla

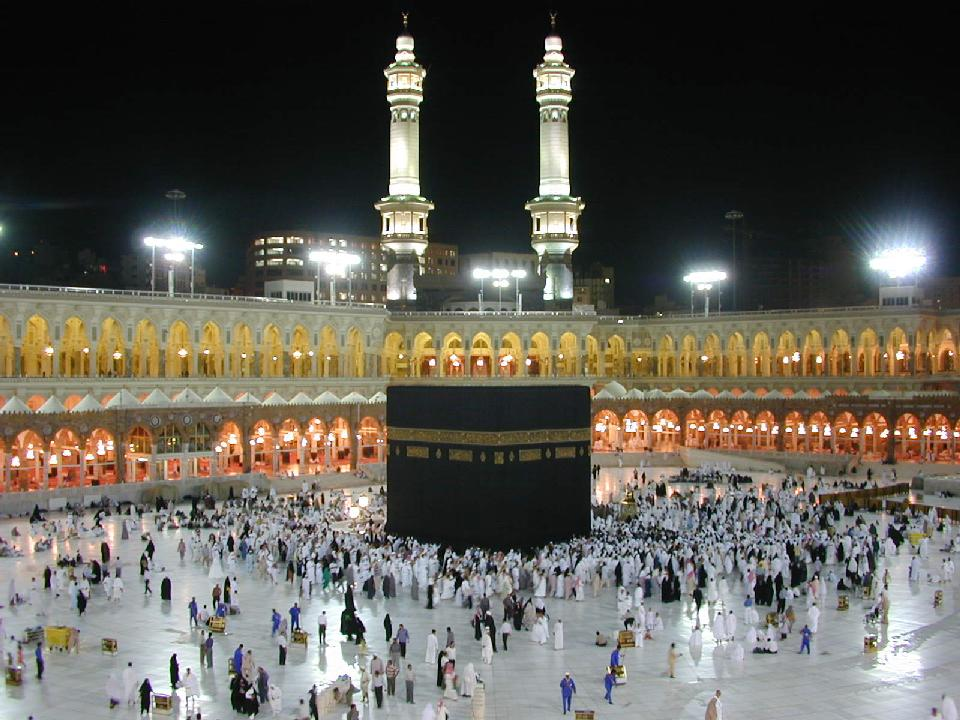
Actuala Qibla a Islamului care arata spre Kaaba

Qibla (în arabă: قبلة, însemnând: „direcțe”; nume scris și: Qiblah, Qibleh, Kiblah, Kıble sau Kibla) este direcția în care se îndreaptă un musulman atunci când își face rugăciunea. Este stabilită către Kaaba care se află în Mecca. Cele mai multe moschei conțin o nișă în perete cunoscută sub numele de mihrab care indică direcția.
Majoritatea camerelor de rugăciune vor conține, de asemenea, un punct de direcție, deși, de obicei, sunt mai puțin standardizate în aparență decât cele dintr-o Moschee. Toate rugăciunile musulmanilor spre același punct se face pentru a simboliza unitatea tuturor musulmanilor din întreaga lume sub Legea lui Dumnezeu.
Qibla are o importanță dincolo de rugăciunea în islam și joacă un rol în diferite ceremonii.Capul unui animal care este sacrificat prin utilizarea metodelor halal, este aliniat către Qibla.După moarte, musulmanii sunt îngropați cu capul tot spre direcția Qibla.

## Istoric

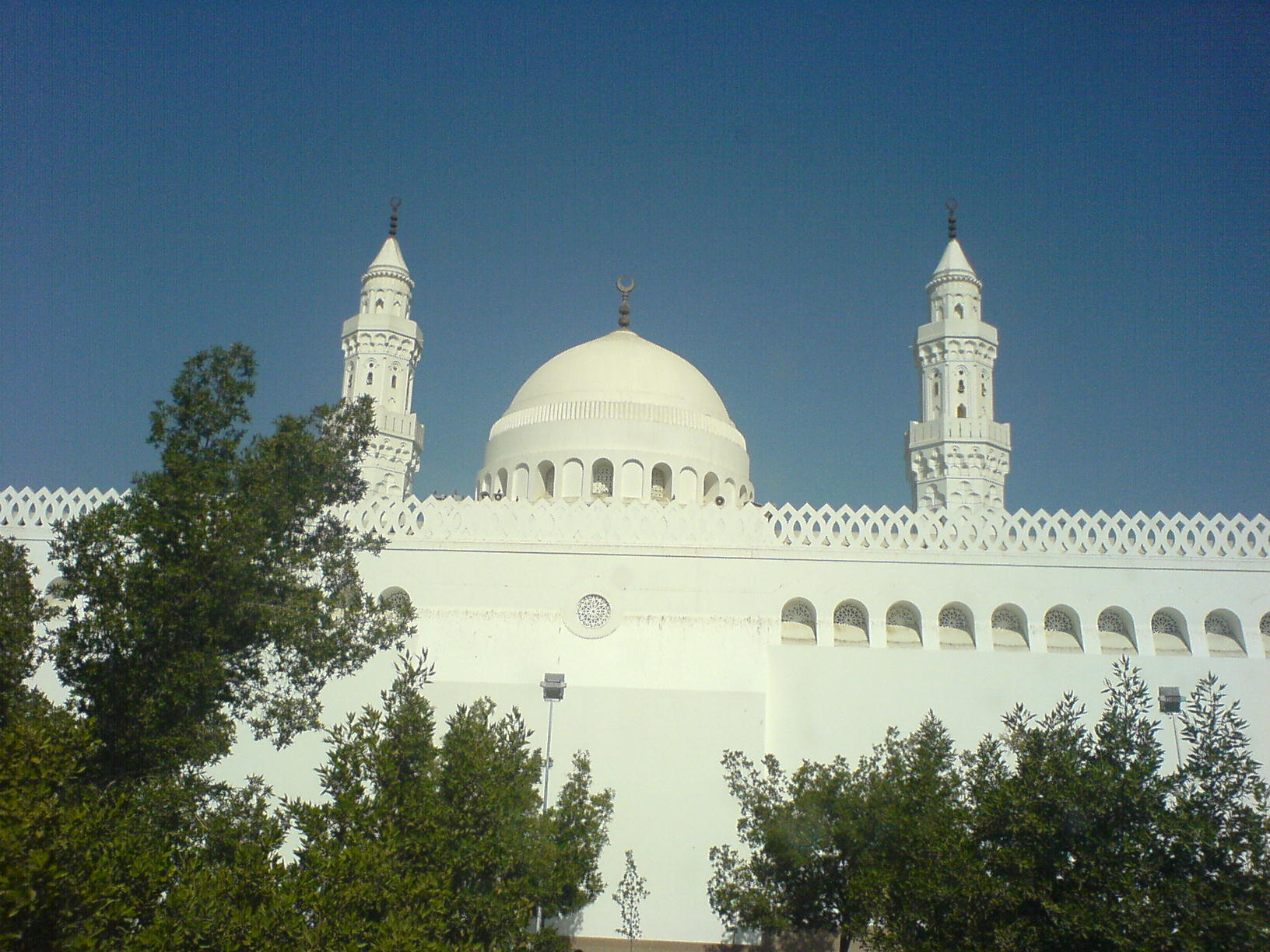
Moschea Al-Qiblatain este locul de unde Qibla a fost mutata catre Mecca

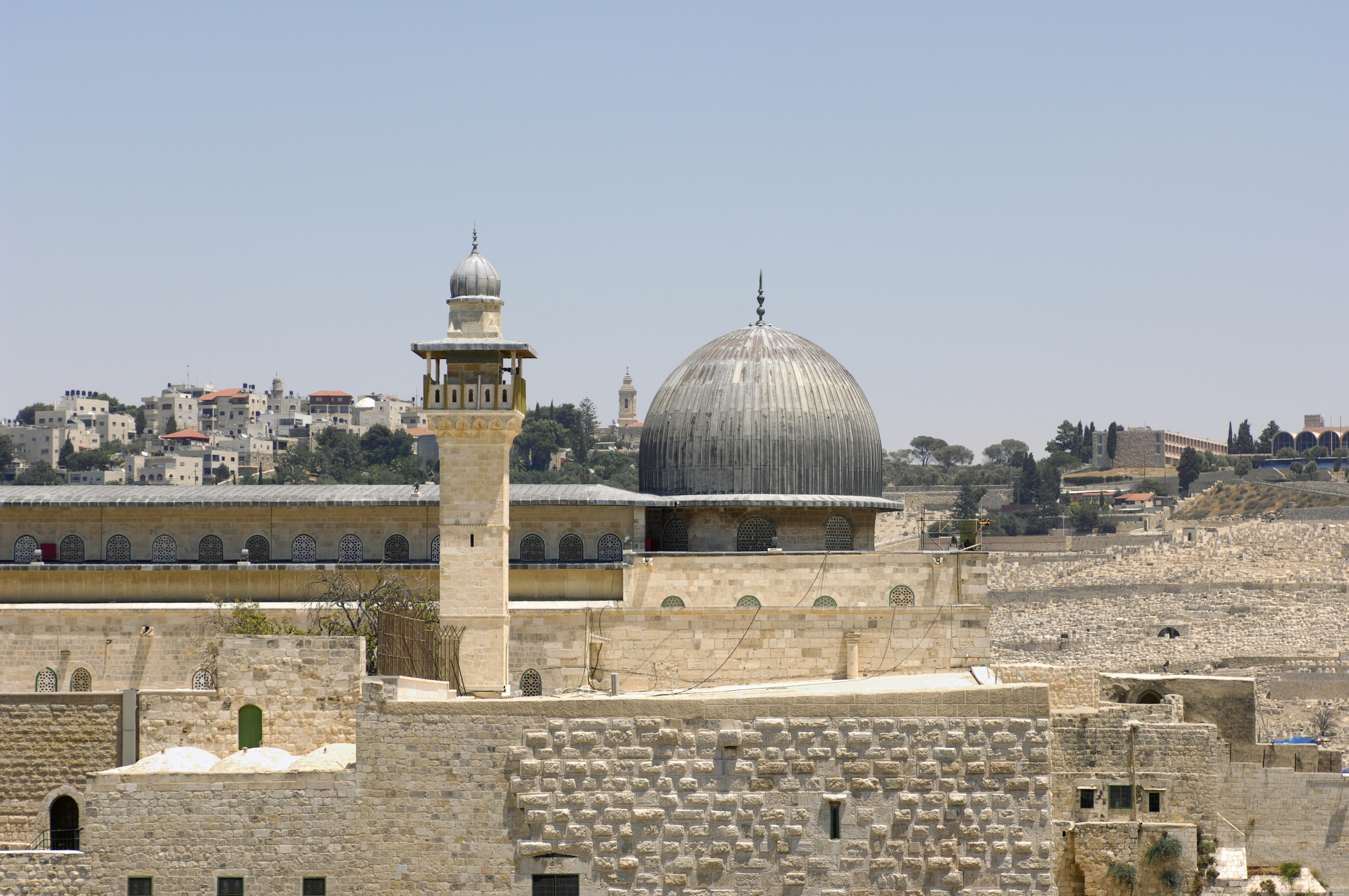
Fosta Qibla a Islamului care arata spre Muntele Templului in Ierusalim unde acum este Moschea Al-Aqsa

În conformitate cu punctul de vedere tradițional musulman, Qibla isi avea inițial directia catre Muntele Templului în Ierusalim.
Acest loc a fost folosit timp 13 ani, de la 610 până la 623.Șaptesprezece luni mai tarziu dupa sosirea profetului Mahomed în Medina - data este indicată ca 11 februarie 624 - Qibla a devenit orientată spre Kaaba din Mecca.Potrivit marturisirilor tovarasilor lui Mahomed, schimbarea a avut loc foarte brusc in timpul rugaciunilor in Medina, intr-o moschee cunoscuta sub numele de moscheea Al-Qiblatain.Mahomed conducea rugaciunea cand a primit revelatia de la Dumnezeu, aratandu-i Kaaba ca nou loc spre care sa se indrepte in timpul rugaciunilor.Potrivit marturisirilor traditionale continute in hadith, Muhammad, dupa ce a primit aceasta revelatie, s-a intors catre Mecca, si cei care se rugau in spatele lui au facut acelasi lucru.
Unii au sustinut faptul ca in Coran nu este identificata nicio aluzie conform careia Ierusalim fiind prima Qibla si practica de a se uita catre Ierusalim este mentionata doar in biografii traditionale ale lui Muhammad si colectii de hadith.Exista de asemenea dezbateri cu privire la momentul de inceput al practicii și cât timp a durat.Unele surse sustin faptul ca Ierusalim a fost folosit ca Qibla pentru o perioadă cuprinsă între șaisprezece la optsprezece luni.Obiceiul evreiesc de a privi catre Ierusalim in timpul rugaciunilor ar fi putut influenta Qibla aplicata de musulmani.Alții presupun că utilizarea Ierusalimului ca direcția de rugăciune a fost să-i determine pe evreii din Medina să se convertească la Islam.Când relațiile cu evreii s-au schimbat, Muhammad a schimbat Qibla spre Mecca.Desi acestia facusera parte initial din alianta, situatia lor a devenit tot mai dificila pe masura ce Muahmmad isi revendica misiunea intr-un cerc tot mai larg.In cadrul propriei traditii nu il puteau accepta ca mesager adevarat al lui Dumnezeu si pe de alta parte se spune ca Muhammad i-ar fi acuzat de denaturarea revelatiei ce le-a fost oferita.
Probabil ca semn al rupturii cu evreii, in locul Ierusalimului, Mecca a devenit noua directie, noua Qibla, spre care se indrepta comunitatea in timpul rugaciunii si s-a pus un nou accent pe linia descendentei spirituale a lui Muhammad din Avraam.Ideea ca Avraam era intemeietorul unei mari credinte monoteiste si al sanctuarului de la Mecca exista deja.Acum, el nu mai era privit nici ca evreu, nici ca crestin, ci ca stramos comun atat al acestora, cat si al musulmanilor.Aceasta evolutie a fost determinata si de schimbarea relatiilor lui Muhammad cu tribul Quraysh si cu Mecca.A avut loc un fel de reconciliere a intereselor.Negustorii din Mecca riscau sa isi piarda aliantele cu capeteniile tribale si controlul pe care il exercitau asupra comertului, iar in oras numarul de adepti ai islamului era tot mai mare si o intelegere cu noua putere ar fi eliminat unele pericole.

## Determinare Qibla

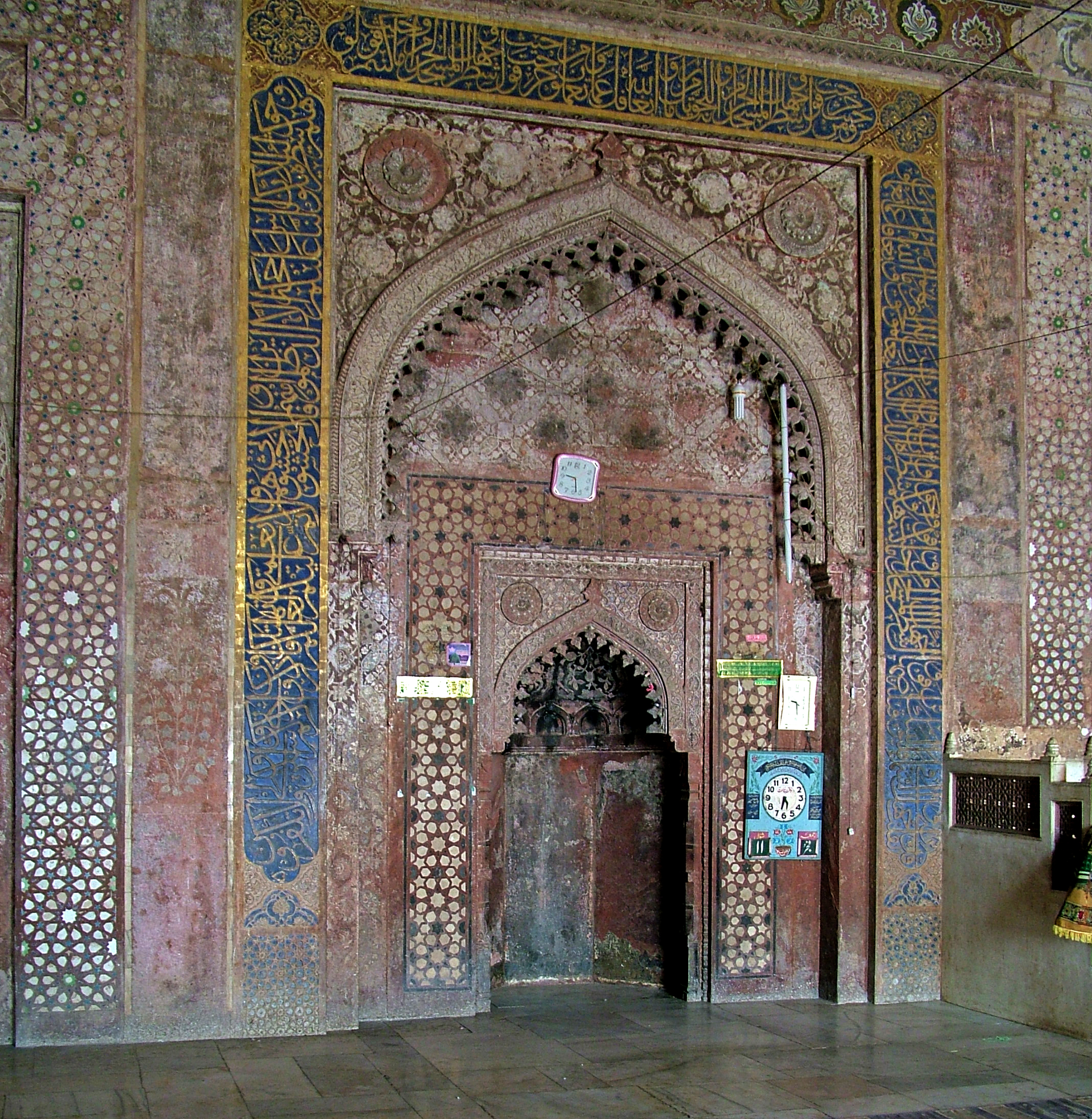
Un mihrab la inceputul secolului al XVI-lea, indicand Qibla

Cele două momente în fiecare an, atunci când soarele este direct deasupra Kaaba, direcția de umbre, în orice loc însorit, va indica gresit Qibla.Acest lucru se intampla pe 27 sau 28 mai și la 15 iulie sau 16 iulie.
Determinarea direcției Qibla a fost o problemă centrală și un generator constant in mediu științific în Epoca de aur a islamului, si a necesitat cercetări in domeniul matematicii. Oamenii de stiinta musulmani care au contribuit cu lucrări pentru a determina direcția Qibla de la orice punct de pe suprafața Pământului au fost: Al-Nayrizi, Al-Battani, Abu Nasr Mansur.

## Vezi si
- Piatra Neagră

## Legături externe
- Full information of the Kaaba Arhivat în 1 mai 2009, la Wayback Machine.
- The City of Jerusalem in Islam (Al-Quds) Arhivat în 6 martie 2008, la Wayback Machine.
- Second Year of the Hijra at al-islam.org Arhivat în 21 decembrie 2004, la Wayback Machine.
- Determining the Sacred Direction of Islam
- Denis Roegel: An Extension of Al-Khalīlī's Qibla Table to the Entire World, 2008